# Orgel van de Grote Kerk in Nijkerk

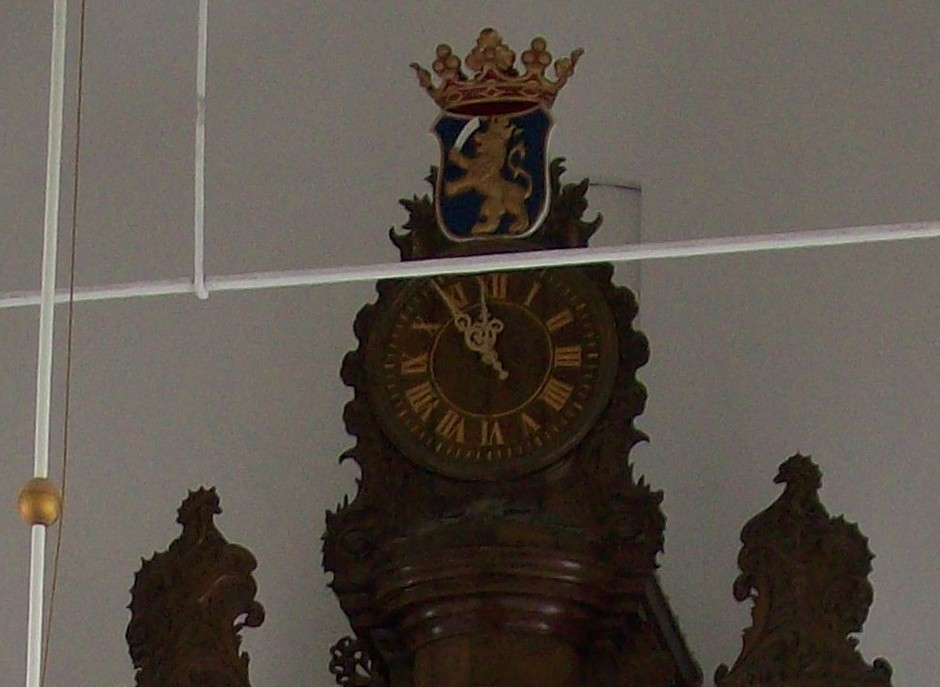
Wijzerplaat en wapen van Nijkerk in de top van het orgel.

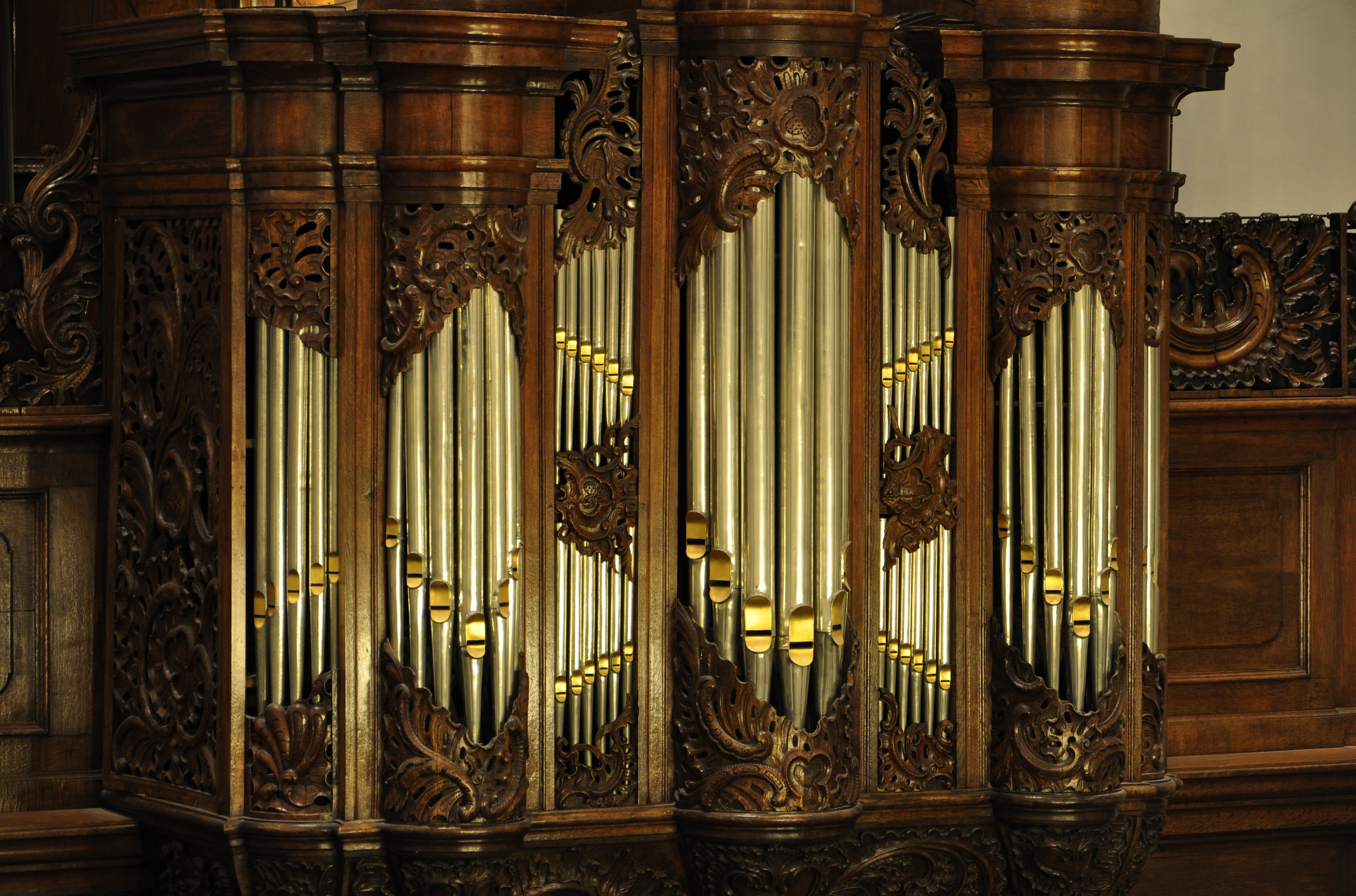
Het rugwerk tel 55 frontpijpen, waarvan er 21 sprekend zijn. Deze pijpen behoren tot het register Prestant 4 voet en zijn verdeeld over de drie torens. De tussenruimte wordt gevuld door niet-sprekende pijpen.

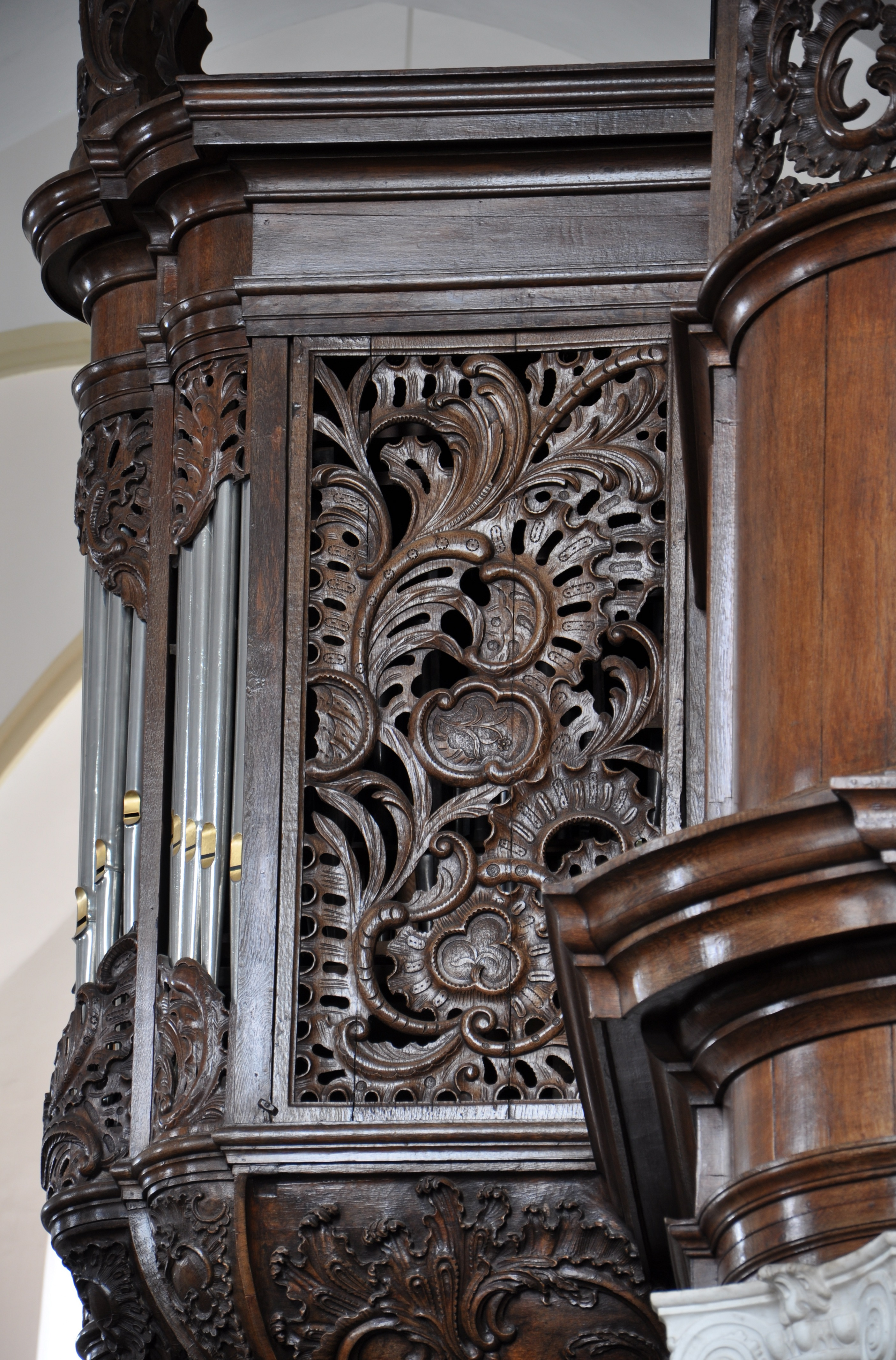
Bij de restauratie in 1813 plaatste de orgelbouwer Meere op beide hoeken van het rugwerk vijf houten pijpen, die voor een mooiere afronding zorgen. Dit diende, zoals hij zelf schreef: tot verfaajing van het possietief.

Het orgel van de Grote Kerk in Nijkerk is een kerkorgel dat in 1756 gebouwd werd door Matthijs van Deventer voor de Grote of Sint-Catharinakerk in de Nederlandse plaats Nijkerk.

## Beschrijving
Het behoort tot de top van de historische orgels in Nederland. De klank is voller dan men zou verwachten bij een orgel van 23 registers. Dit komt mede doordat de zijkanten van het orgel opengewerkt zijn. Het wordt beschreven als een veelzijdig instrument.
De klank van het orgel verraadt Franse invloeden. Dit is opmerkelijk, want in de tijd dat het gebouwd werd had de Duitse orgelbouw meer invloed in Nederland.
Het orgel bestaat uit een hoofdwerk en een rugwerk in een klassieke Hollandse opstelling. De orgelkas heeft een eenvoudig ontwerp met drie torens. De middentoren is hoger dan de zijtorens en de middentoren van het hoofdwerk draagt sinds 1779 een klok met een kloek, gekroond wapen van Nijkerk. Alle torens worden bekroond met houtsnijwerk. Dit rococosnijwerk is gemaakt door Andries van Bolder uit Arnhem.
Het orgel wordt ondersteund door vier marmeren Toscaanse pilaren met composietkapitelen. Deze kapitelen zijn een combinatie van Ionische kapitelen (met voluten) en Korinthische kapitelen (met bladeren). Ze zijn gemaakt door Harmanus Poggeman uit Amsterdam.
In 1863 werd het orgel wit geschilderd. In 1937 werd de witte verflaag weer verwijderd.
Er vonden meerdere restauraties plaats. Hierbij werden ook verschillende stemmen door andere vervangen.

## Geschiedenis

### 1540-1756
Op 15 augustus 1540 ging bij een grote stadsbrand de kerk van Nijkerk in vlammen op. De kerk werd in laatgotische stijl gerestaureerd. Er werd ook een nieuw orgel gebouwd. In 1616 werd de toestand van het orgel onderzocht door de organist en orgelbouwer Jacob van Harderwiick. Na dit onderzoek ging men tot algemene vernieuwing over, in het jaar 1625. De orgelmaker Hermanus Galtus van Hagerbeer voerde deze restauratie uit. Na deze restauratie had het orgel een hoofdwerk van 10 stemmen (Praestant, Holpijp, Fleut, Octaef, Nasaet, Cymbel, Scherp, Mixtuur, Trompet, Trommel ende Nachtegael) en een rugwerk van 6 stemmen (Praestant, Holpijp, Quintadeen, Scherp, Mixtuur, Regal). Dit orgel heeft tot 1673 dienstgedaan. In dat jaar werd het vernield door de Franse troepen die de kerk als hoofdkwartier gebruikten.

### 1756-1800
In september van het jaar 1754 besloot het Ambt Nijkerk om een nieuw orgel te laten bouwen. Dit orgel werd gebouwd door de Nijmegenaar Matthijs van Deventer. Het pijpwerk kostte volgens de rekeningen van de waag f 2500,-. De kas met het houtsnijwerk werd gemaakt door Andries van Bolder uit Arnhem. Het contract met deze meubelmaker werd getekend op 18 februari 1755. Uit rekeningen blijkt echter dat er ook andere timmermannen aan de orgelkas gewerkt hebben. Het vergulden van de monden van de frontpijpen werd verricht door de Nijkerkerse schilder Jan Woutersen Noey, voor het bedrag van f 34,-. De marmeren pilaren die het orgel ondersteunen werden door Harmanus Poggeman gemaakt, voor het bedrag van f 850,-. In 1756 werd het orgel voltooid.
Het uurwerk in de top van het orgel werd later gemaakt, door de klokkenmaker Van Fischer uit Hasselt (België). Dit gebeurde in het jaar 1779.
Tot 1800 is alleen bekend dat de orgelmaker Paradijs uit Amsterdam aan het orgel heeft gewerkt. Deze orgelbouwer heeft onder andere naar de dispositie van dit orgel gekeken, toen hij een orgel moest bouwen voor de Oude Kerk te Barneveld.

### 1800-1858
Vanaf 1812 was het onderhoud van het orgel in handen van de Utrechtse orgelmaker Abraham Meere. In 1813 restaureerde hij het orgel. Hierbij kreeg het orgel de volgende dispositie:
Hoofdwerk
- Prestant 8'
- Bourdon 16'
- Holpijp 8'
- Octaaf 4'
- Roerfluit 4'
- Quint 3'
- Octaaf 2'
- Mixtuur VI
- Sexquialter II
- Tertian II
- Cornet IV discant
- Trompet 8'bas/discant

Rugwerk
- Prestant 4'
- Holpijp 8'
- Fluit travers D 8'
- Carillon III
- Fluit 4'
- Waldfluit 2'
- Octaaf 2'
- Mixtuur III
- Sexquialter D II
- Dulciaan B/D 8'

Deze dispositie is bijna de oorspronkelijke. Alleen de Fluit travers 8' discant en de Carillon III zijn niet origineel. Deze registers waren respectievelijk Quint 1 1/2 en Cornet III.
In 1844 kreeg het orgel opnieuw een opknapbeurt, ditmaal door de orgelbouwer Naber (die vanaf dat moment het onderhoud verzorgde).
Hij verrichtte reparaties waarbij de stemming gelijkzwevend gemaakt werd. De oorspronkelijke lage toonhoogte bleef daarbij behouden.
In 1846 werd het orgel wit geschilderd. (Klik hier voor een oude foto waarop het orgel in witte kleur te zien is).
In 1855 was er weer een restauratie nodig. Deze werd uitgevoerd door de orgelmaker Van Nieuwkerk. Ook de orgelbouwer Bätz (Witte) bekeek het orgel. Hij vond dat het te veel vulstemmen had en bracht een aantal veranderingen aan. Allereerst verving hij op het rugwerk de Carillon III door een Viola di Gamba 8'. De Van Deventer-Woudfluit werd naar het hoofdwerk verplaatst waardoor de Tertiaan moest wijken. De Mixtuur van het hoofdwerk werd verkleind van VI naar III-IV sterk. Deze veranderingen vonden waarschijnlijk rond 1855 of in 1885 plaats.

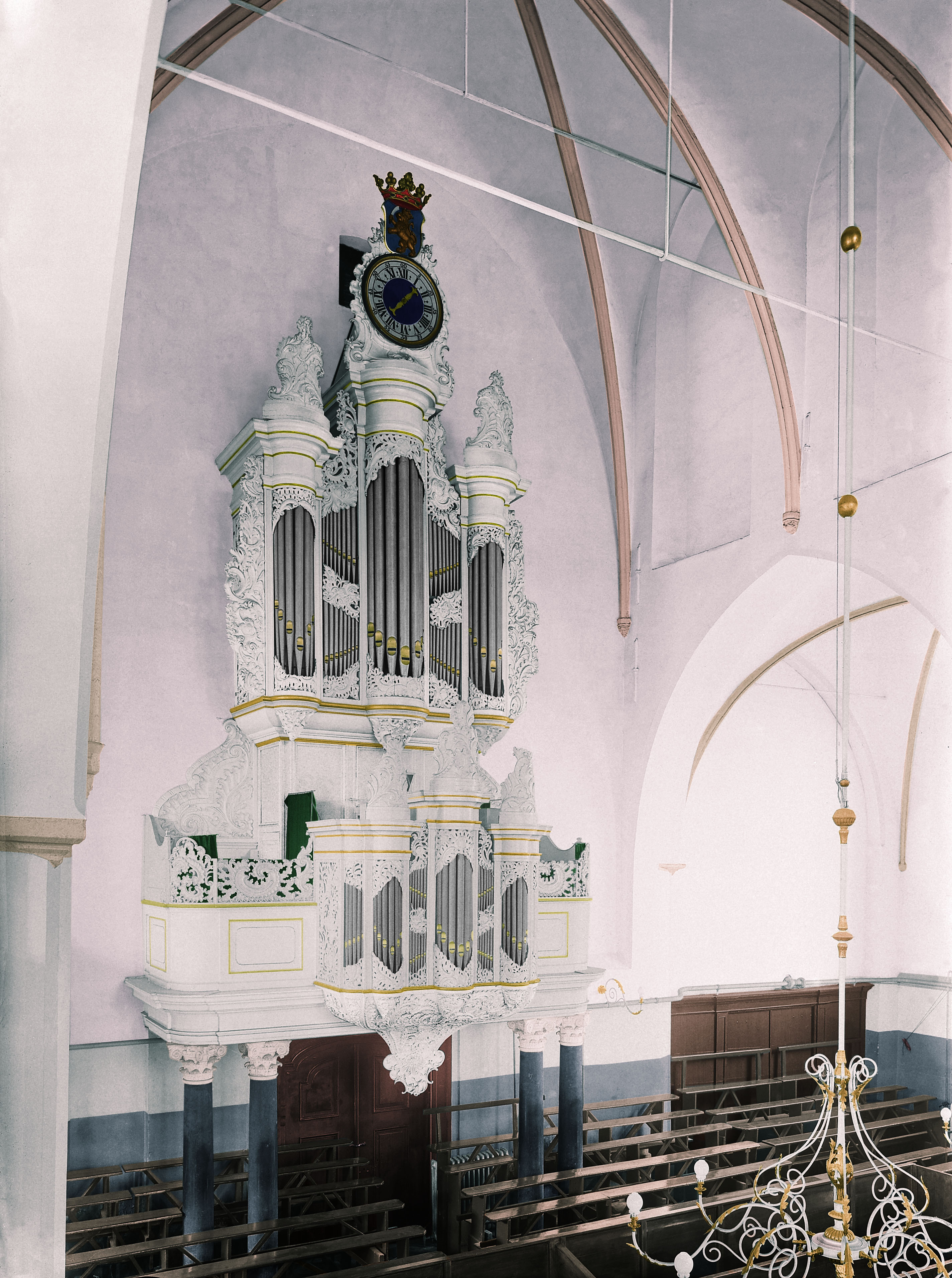
Reconstructie op basis van een oude zwart-witfoto, van de wit-gouden kleurstelling die het orgel van 1846 tot 1937 had.

### 1858-1885
In 1884 stuurde orgelmaker J.F. Witte (Fa. Bätz en Co.) een brief aan de kerkvoogdij waarin hij zegt dat hij het beter vindt als het orgel vervangen wordt. Het lukte Witte echter niet om een nieuw orgel te laten bouwen. Vervolgens restaureerde hij het orgel. Inmiddels was de dispositie als volgt:
Hoofdwerk
- Boudon 16'
- Prestant 8'
- Holpijp 8'
- Octaaf 4'
- Roerfluit 4'
- Quint 3'
- Octaaf 2'
- Mixtuur III-IV
- Sexquialter II discant
- Cornet IV discant
- Woudfluit 2'
- Trompet 8'

Rugwerk
- Holpijp 8'
- Prestant 4'
- Fluit 4'
- Octaaf 2'
- Viola di Gamba 8'
- Fluit travers 8'
- Mixtuur III
- Gemshoorn 4'
- Sexquialter II discant
- Dulciaan 8'

### 1885-1937
Het orgel was in 1910 in onderhoud bij Firma J. de Koff uit Utrecht. Deze orgelbouwer heeft in 1910 een ingrijpende reparatie uitgevoerd. In het hoofdwerk werd in plaats van de Woudfluit 2' een Violon 8' geplaatst, de 'schreeuwerige' octaaf werd veranderd in een 'molliger' geluid. De Fluit travers in het rugwerk werd weggehaald en vervangen door een Prestant 8' vanaf c klein. De technische veranderingen waren nog ingrijpender. Op het (voorheen aangehangen) pedaal werd een Subbas 16' geplaatst. De klavieren, het pedaalkoppelwellenbord, de winkeleregels, het pedaalklavier, en de manuaalkoppel werden vervangen. Nu was de dispositie als volgt:
Hoofdwerk
- Prestant 8'
- Bourdon 16'
- Violon 8' vanaf c
- Holpijp 8'
- Octaaf 4'
- Roerfluit 4'
- Quint 3'
- Octaaf 2'
- Mixtuur III-IV
- Sexquialter II discant
- Cornet IV discant
- Trompet 8'bas/discant

Rugwerk
- Prestant 8' vanaf c
- Holpijp 8'
- Viola di Gamba 8' vanaf c
- Prestant 4'
- Fluit 4'
- Gemshoorn 4' vanaf c
- Octaaf 2'
- Mixtuur III
- Sexquialter II discant
- Dulciaan 8'bas/discant

Pedaal
- Subbas 16'

In 1936 kwam er een orgelcommissie. De witte verflaag werd van het orgel verwijderd. Er werd een restauratie uitgevoerd door de fa. Koch uit Apeldoorn. De pijpen werden schoongemaakt, de balgen werden hersteld, de tongwerken werden gerepareerd, er werd een elektromotor aangebracht, de pijpen werden gestemd en de mechaniek werd gerepareerd.

### 1937-1975
Kort na de Tweede Wereldoorlog kwam de orgelcommissie met het idee om het orgel uit te breiden met een groot vrij pedaal. Het voorstel was om naast de Subbas 16', tien registers te plaatsen, waarvan vier tongwerken. Dit plan is niet uitgevoerd vanwege de hoge kosten.
In 1952 werd door de orgelcommissie een restauratie voorgesteld. Het was een reëel voorstel: herstel van de oude dispositie, herstel van de laden en de mechaniek, nieuwe klavieren in oude stijl, herstel van de balgen, en herstel van de orgelkas. De fa. Koch levert 3 nieuwe registers: Sexquialter II, Tertiaan II, en Mixtuur VI. Verder werd nieuw pijpwerk gekocht voor de rugwerkregisters Carillon III, Woudfluit II, Quint 1 1/2. Het orgel had erg aan vitaliteit ingeboet en men was ook ontevreden over de fa. Koch. Daarom werd het onderhoud uitbesteed aan fa. Van Vulpen te Utrecht.

### 1975-heden
Het orgel ging in de periode 1960-1975 langzaam maar zeker achteruit. In 1975 werd besloten tot een restauratie van het orgel door fa. Van Vulpen. De windladen en de mechaniek werden hersteld en de balgen werden gerestaureerd. De vulstemmen werden zo veel mogelijk in oorspronkelijke staat hersteld en ontbrekend pijpwerk werd nieuw bijgemaakt. De subbas 16' in het pedaal werd gehandhaafd. In 1988 is de restauratie voltooid en sindsdien verkeert het orgel weer in uitstekende staat.

## Dispositie
Hoofdwerk
- Bourdon 16'
- Prestant 8'
- Holpijp 8'
- Octaaf 4'
- Roerfluit 4'
- Quint 3'
- Octaaf 2'
- Mixtuur VI
- Sexquialter II
- Tertiaan II
- Cornet D IV
- Trompet B/D 8'

Rugwerk
- Prestant 4'
- Holpijp 8'
- Fluit 4'
- Octaaf 2'
- Woudfluit 2'
- Quint 11/2′
- Mixtuur III
- Cornet D III
- Sexquialter II
- Dulciaan B/D 8'

Pedaal
- Subbas 16'

- Koppels: Drie koppelingen, klavierkoppel gedeeld bas/discant.
- Speelhulpen: Tremulant (rugwerk), afsluiter, ventiel
- Sprekende pijpen: 1672
- Niet-sprekende frontpijpen: 56
- De registerknoppen van het rugwerk, zitten ook daadwerkelijk in de orgelkas van het rugwerk.

## Technische gegevens

##### Indeling pijpwerk
De indeling van het pijpwerk in de orgelkas is als volgt (van voor naar achter):

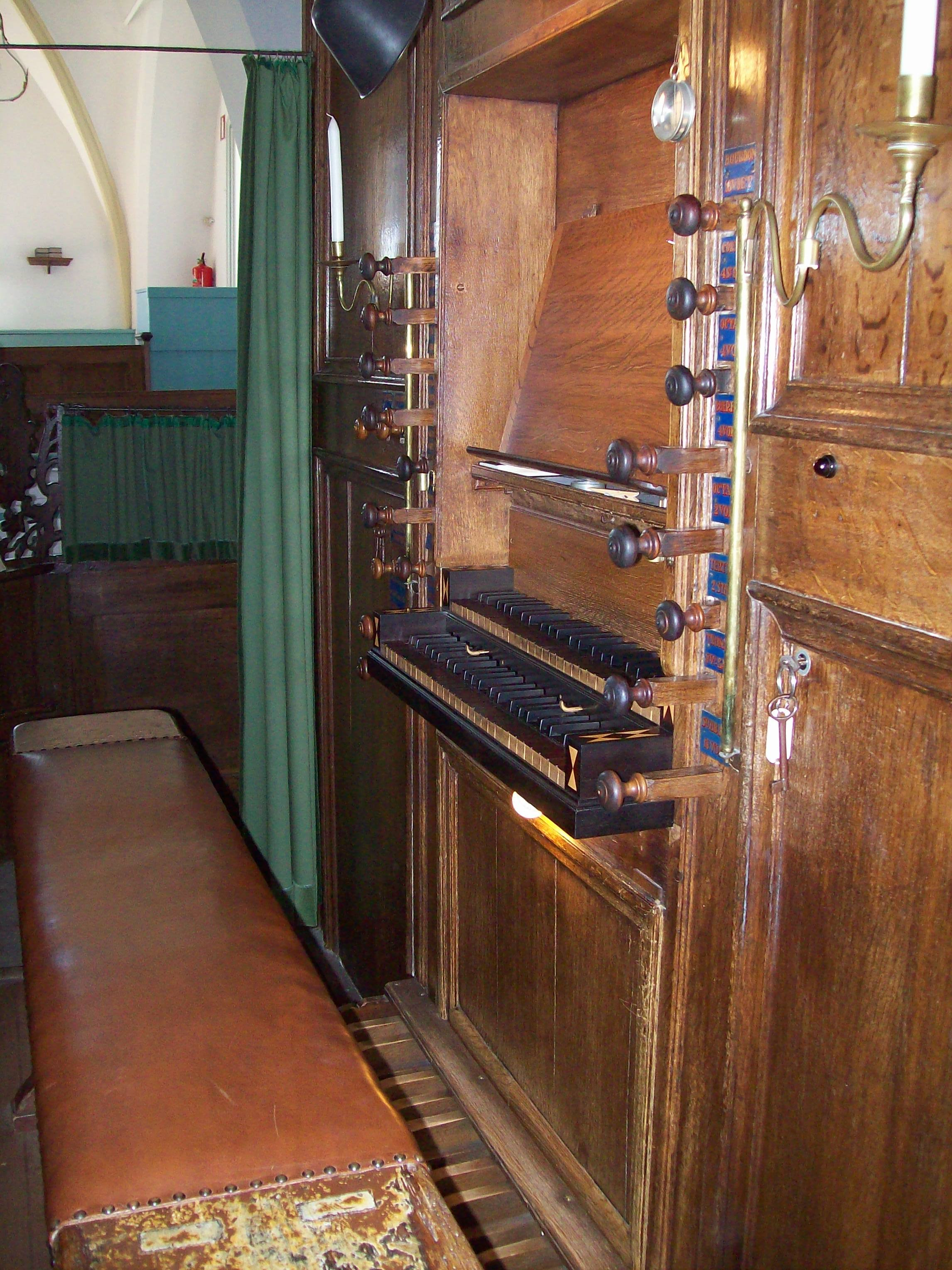
De speeltafel van het orgel, met de registertrekkers van het hoofdwerk

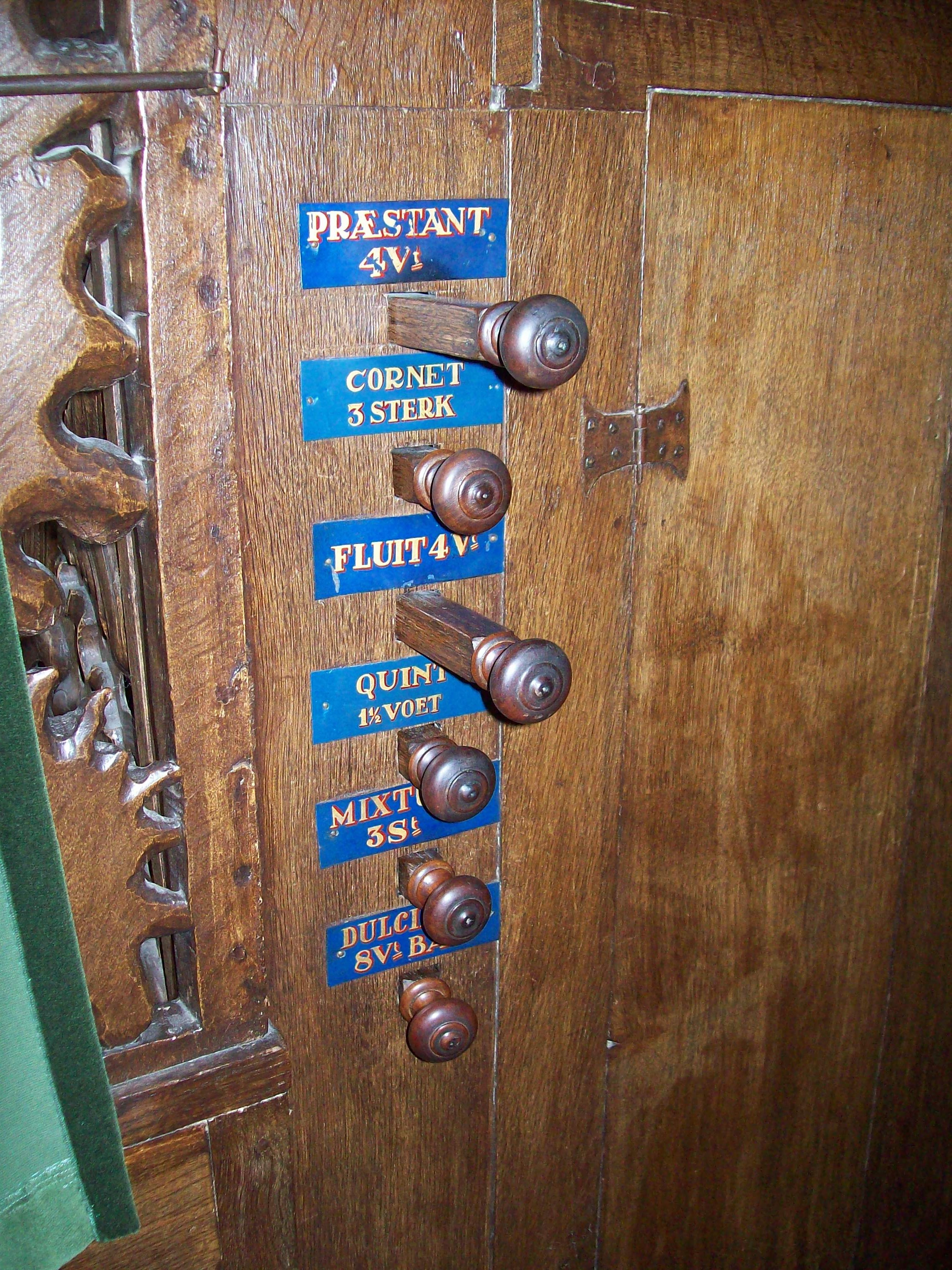
De helft van de registertrekkers van het rugwerk

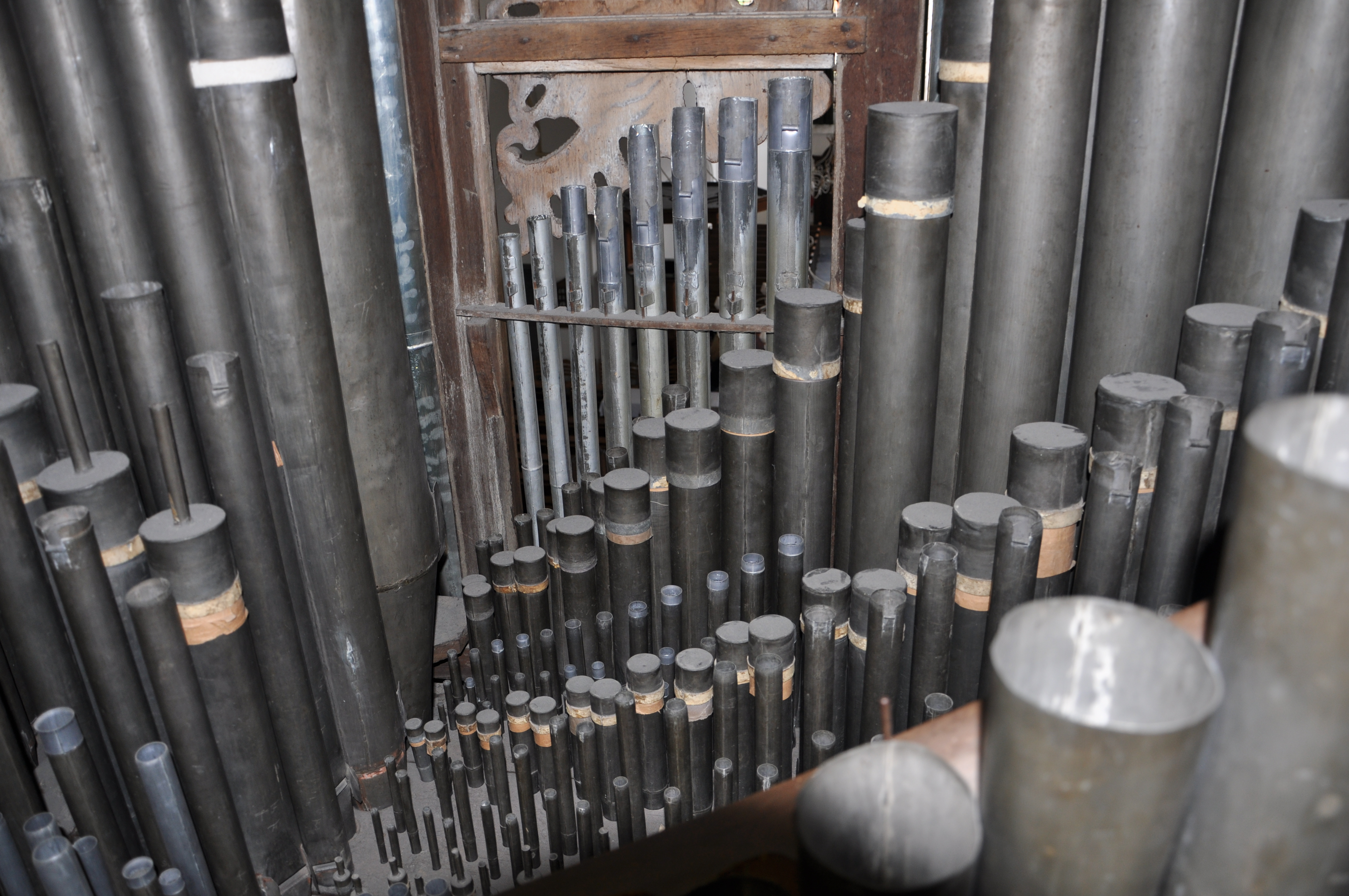
Pijpwerk van het hoofdwerk

Kas hoofdwerk
- Prestant 8' (deels in front)
- Bourdon 16'
- Cornet D IV
- Holpijp 8'
- Octaaf 4'
- Quint 3'
- Roerfluit 4'
- Octaaf 2'
- Sexquialter II
- Tertiaan II
- Mixtuur VI
- Trompet B/D 8'
- Subbas 16' (pedaal)

Kas rugwerk
- Prestant 4' (deels in front)
- Holpijp 8'
- Cornet D III
- Octaaf 2'
- Fluit 4'
- Woudfluit 2'
- Quint 11/2′
- Sexquialter II
- Mixtuur III
- Dulciaan B/D 8'

### Samenstelling vulstemmen
Mixtuur VI (hoofdwerk)
| C     | c     | c`    | c``   | c```  |
| ----- | ----- | ----- | ----- | ----- |
| 1 1/3 | 2     | 2 2/3 | 4     | 4     |
| 1     | 1 1/3 | 2     | 2 2/3 | 2 2/3 |
| 2/3   | 1     | 2     | 2 2/3 | 2 2/3 |
| 1/2   | 2/3   | 1 1/3 | 2     | 2     |
| 1/2   | 2/3   | 1 1/3 | 2     | 2     |
| 1/3   | 1/2   | 1     | 1 1/3 | 1 1/3 |

________________________________
Sexquialter II (hoofdwerk)
| C     | c     | c`    | c``   | c```  |
| ----- | ----- | ----- | ----- | ----- |
| 1 1/3 | 2 2/3 | 2 2/3 | 5 1/3 | 5 1/3 |
| 4/5   | 1 3/5 | 1 3/5 | 3 1/5 | 5 1/3 |

________________________________
Tertiaan II (hoofdwerk)
| C   | c   | c`    | c``   | c```  |
| --- | --- | ----- | ----- | ----- |
| 1   | 2   | 4     | 4     | 4     |
| 2/5 | 4/5 | 1 3/5 | 1 3/5 | 1 3/5 |

________________________________
Cornet IV af c` (hoofdwerk)
| c`    | c``   | c```  |
| ----- | ----- | ----- |
| 4     | 4     | 4     |
| 2 2/3 | 2 2/3 | 2 2/3 |
| 2     | 2     | 2     |
| 1 3/5 | 1 3/5 | 1 3/5 |

________________________________
Mixtuur IV (rugwerk)
| C   | c     | c`    | c``   | c```  |
| --- | ----- | ----- | ----- | ----- |
| 1   | 1 1/3 | 2 2/3 | 4     | 4     |
| 2/3 | 1     | 2     | 2 2/3 | 2 2/3 |
| 1/2 | 2/3   | 1 1/3 | 2     | 2     |

________________________________
Sexquialter II (rugwerk)
| C     | c     | c`    | c``   | c```  |
| ----- | ----- | ----- | ----- | ----- |
| 1 1/3 | 2 2/3 | 2 2/3 | 2 2/3 | 2 2/3 |
| 4/5   | 1 3/5 | 1 3/5 | 1 3/5 | 1 3/5 |

________________________________
Cornet III af c` (rugwerk)
| c`    | c``   | c```  |
| ----- | ----- | ----- |
| 2 2/3 | 2 2/3 | 2 2/3 |
| 2     | 2     | 2     |
| 1 3/5 | 1 3/5 | 1 3/5 |

### Verdeling pijpwerk
Hoofdwerk
| Register       | V. Deventer, 1756 | V. Vulpen, 1987 |
| -------------- | ----------------- | --------------- |
| Prestant 8'    | 49                |                 |
| Bourdon 16'    | 49                |                 |
| Holpijp 8'     | 49                |                 |
| Octaaf 4'      | 49                |                 |
| Roerfluit 4'   | 49                |                 |
| Quint 3'       | 49                |                 |
| Octaaf 2'      | 49                |                 |
| Cornet IV      | 100               |                 |
| Mixtuur VI     | 76                | 218             |
| Sexquialter II | 49                | 49              |
| Tertiaan II    | 25                | 73              |
| Trompet 8'     | 49                |                 |
|                |                   |                 |
| Totaal         | 642               | 340             |

________________________________
Rugwerk
| Register       | V. Deventer, 1756 | V. Vulpen, 1987 |
| -------------- | ----------------- | --------------- |
| Prestant 4'    | 49                |                 |
| Holpijp 8'     | 49                |                 |
| Fluit 4'       | 49                |                 |
| Woudfluit 2'   |                   | 49              |
| Quint 1 1/2'   | 5                 | 44              |
| Sexquialter II | 60                | 38              |
| Cornet III     | 25                | 50              |
| Mixtuur III    | 140               | 7               |
| Dulciaan 8'    | 49                |                 |
|                |                   |                 |
| Totaal         | 475               | 188             |

________________________________
Pedaal
| Register   | De Koff, 1910 |
| ---------- | ------------- |
| Subbas 16' | 27            |
|            |               |
| Totaal     | 27            |

### Overige gegevens
- Toonhoogte: bes 438 bij 18 graden Celsius.
- Stemming: gelijkzwevend
- Winddruk: 78 millimeter
- Klavieromvang: C - c3
- Pedaalomvang: C - d1

## Organisten
- 1756-1763 Marcus la Verge
- 1763-1810 Antony Bleumer
- 1812-1815 Peter Jacob Neunabel
- 1815-1821 Sicco Albertus Hempenius
- 1822-1848 Hendrik Reinier Reinhold
- 1848-1850 François Wilhelm Hageman
- 1850-1854 Jan Kwast
- 1854-1907 Willem Frederik Enderlé
- 1907-1945 Johannes Wijnand Meyll
- 1945-1981 Hein Bouwman
- 1981-2004 Henk Bouwman
- 2004-heden Bas Blankesteijn

Tot 1945 waren de organisten tevens stadsbeiaardier.
Tijdens de zondagse kerkdiensten wordt het orgel bespeeld door een van de organisten van de Hervormde Gemeente Nijkerk:
- Bas Blankesteijn (hoofdorganist)
- Herman Reijers
- Erik Simon
- Diederik Blankesteijn
- Henk Prins

## LP/CD-opnamen
In de Grote Kerk van Nijkerk zijn de volgende cd's opgenomen:
- Henk Bouwman: Henk Bouwman - Grote Kerk - Nijkerk. Bach-Böhm-Kirnberger-Vierling.
- Henk Bouwman: Henk Bouwman bespeelt het orgel in de Grote Kerk te Nijkerk. Bach-Krebs-Pachelbel-Mendelssohn. 1975
- Ewald Kooiman: J.S. Bach: Orgelwerken, deel 4 en 5. Uitg. Coronata, z.j.
- Reitze Smits: J.S. Bach: Toccata's & Concerti. Uitg. Emergo, 1991
- Henk Bouwman: Nijkerkse klanken. J. Stanley en C.H. Rinck: Orgelwerken. (carillon en orgel van de Grote Kerk van Nijkerk) Uitg. Nijkerkse Klokkenspelvereniging, 2005
- Wim Bomhof: A.M. Brunckhorst, J.L. Krebs, W. Bomhof: Orgelwerken. Uitg. Wim Bomhof, 2005
- Arie Pronk: GOUDEN UREN, Samen zingen met Arie Pronk (nummer 8 en 13). Uitg. STB Studio Huizen i.s.m. de Evangelische Omroep.

Daarnaast zijn er diverse lp's opgenomen, o.a. van het streekmannenkoor Noord-west Veluwe en het Nijkerks Jongerenkoor.

## Concerten
Elk jaar vindt - meestal op 29 april - het Oranjeconcert plaats in de Grote Kerk. Hierbij treedt het christelijk mannenkoor 'Noord-West Veluwe' op, onder leiding van dirigent Martin Mans.
De orgelcommissie van de Grote Kerk organiseert in de zomermaanden, om de week op een dinsdagavond een orgelconcert. Hierbij wordt het orgel bespeeld door bekende organisten.
In de loop der jaren hebben o.a. de volgende Nederlandse organisten op dit orgel geconcerteerd:
- Gerard de Wit
- Klaas Jan Mulder
- Jaap Kroonenburg
- Sietze de Vries
- Martin Mans
- Arjan Breukhoven
- Sander van Marion
- Theo Jellema
- Evert van de Veen
- Jaap Zwart jr.
- Peter Eilander

En enkele buitenlandse organisten:
- Craig Cramer (Verenigde Staten)
- Domitila Ballesteros (Brazilië)
- André Knevel (Canada)

Op de jaarlijkse Open-monumentendag, 2e zaterdag in september, (tevens Nationale Orgeldag) wordt er een concert gegeven ter afsluiting. Dit concert wordt verzorgd door Nijkerkse organisten.

## Fotogalerij

Foto's van het orgel
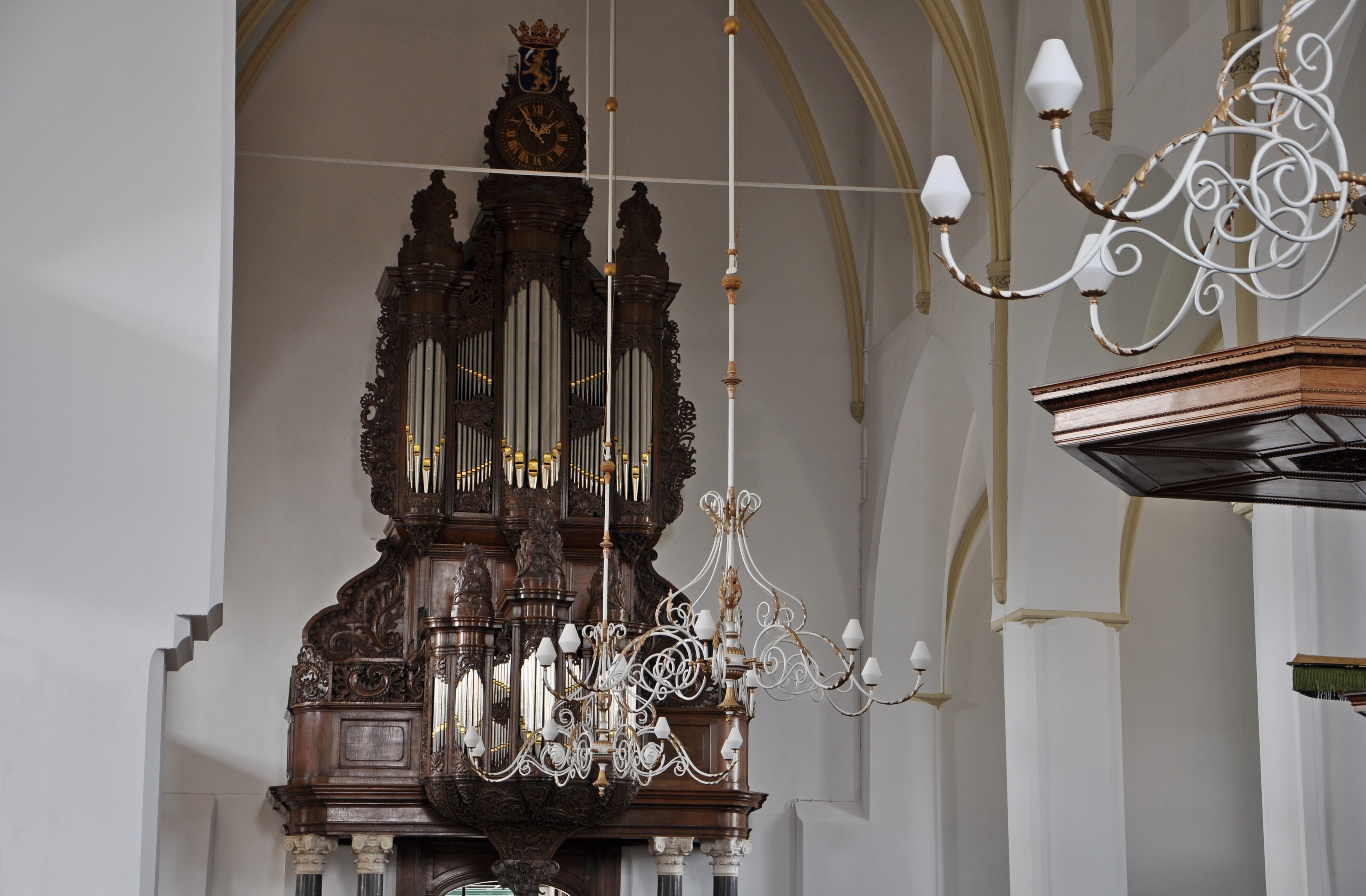
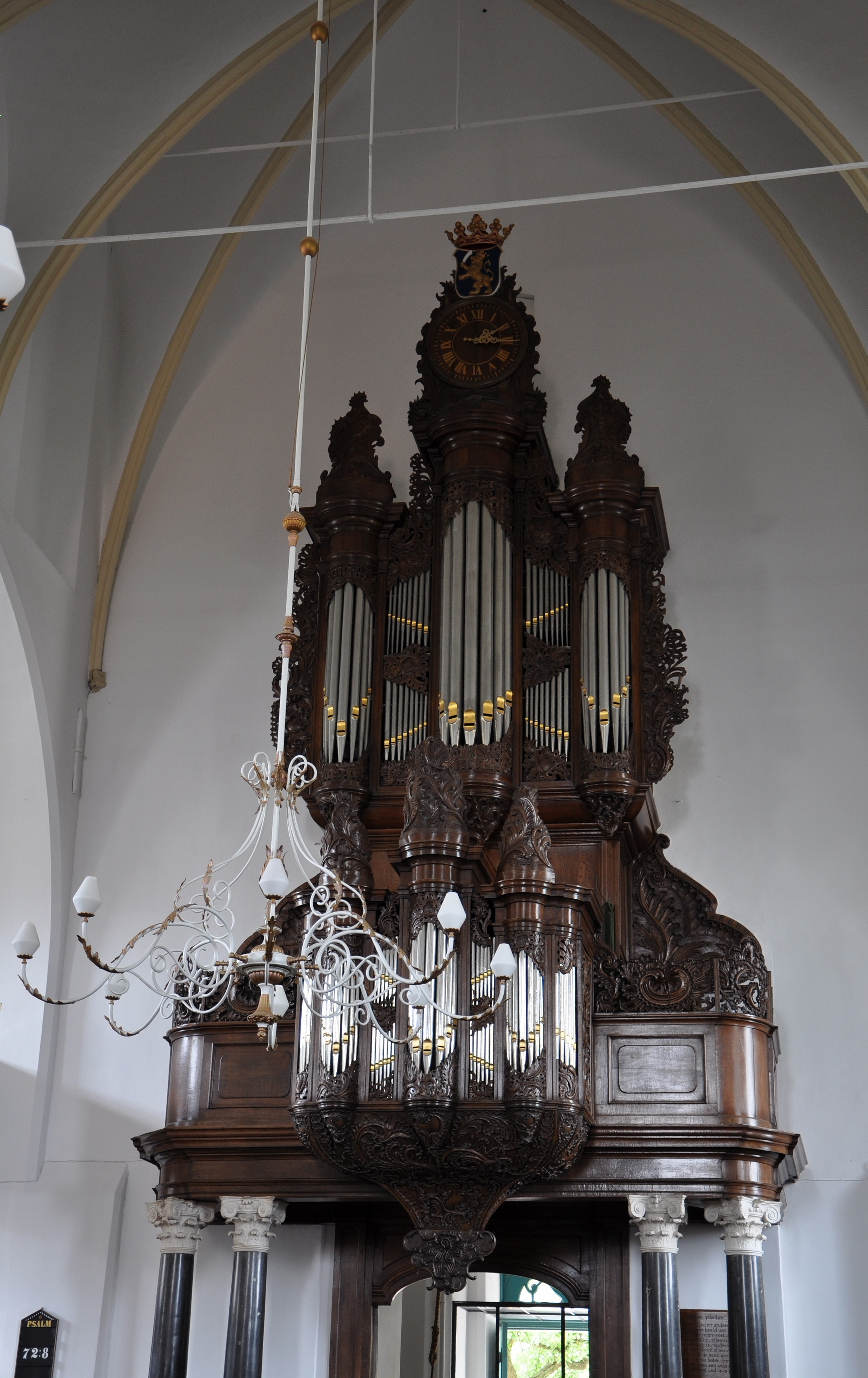
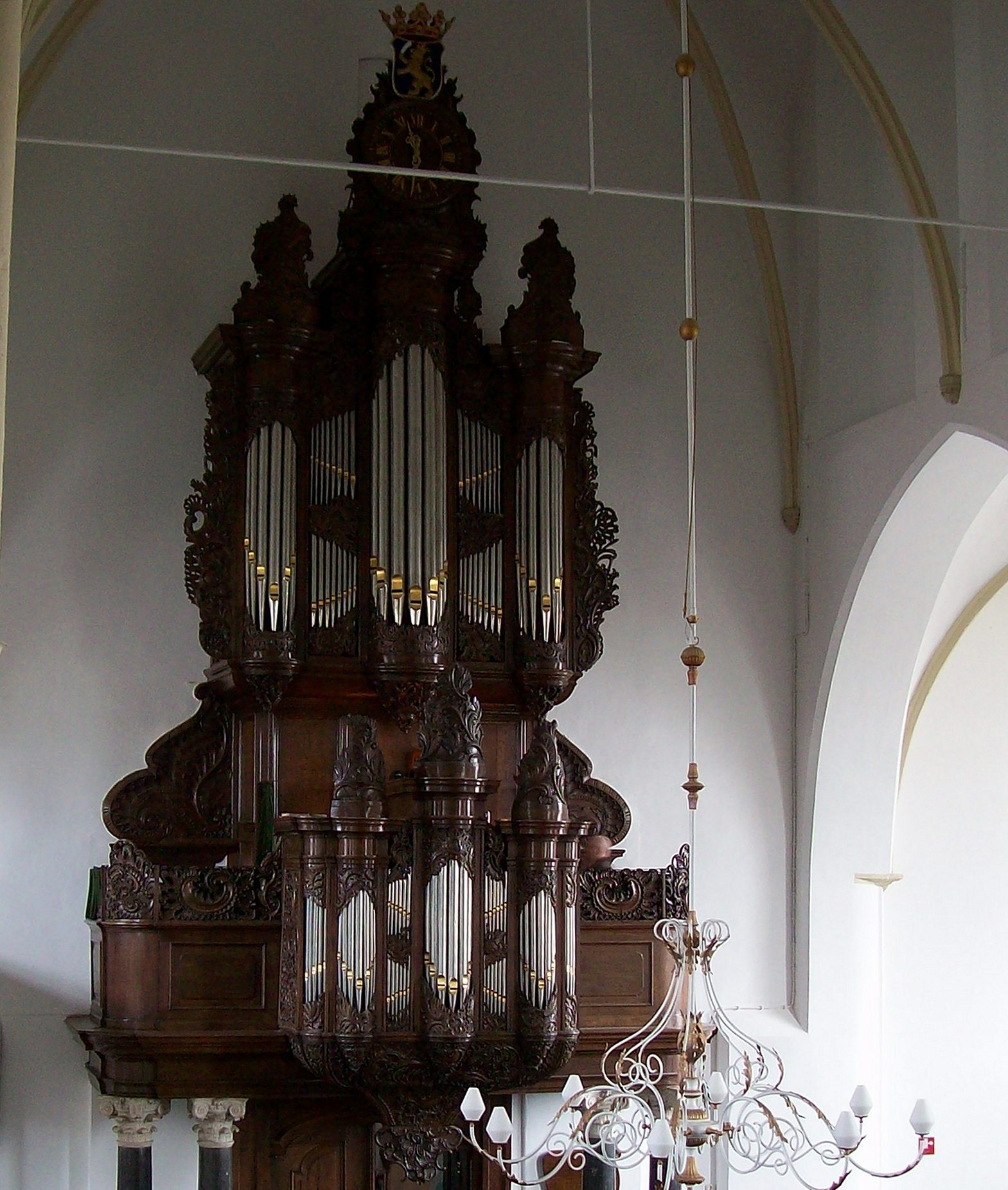
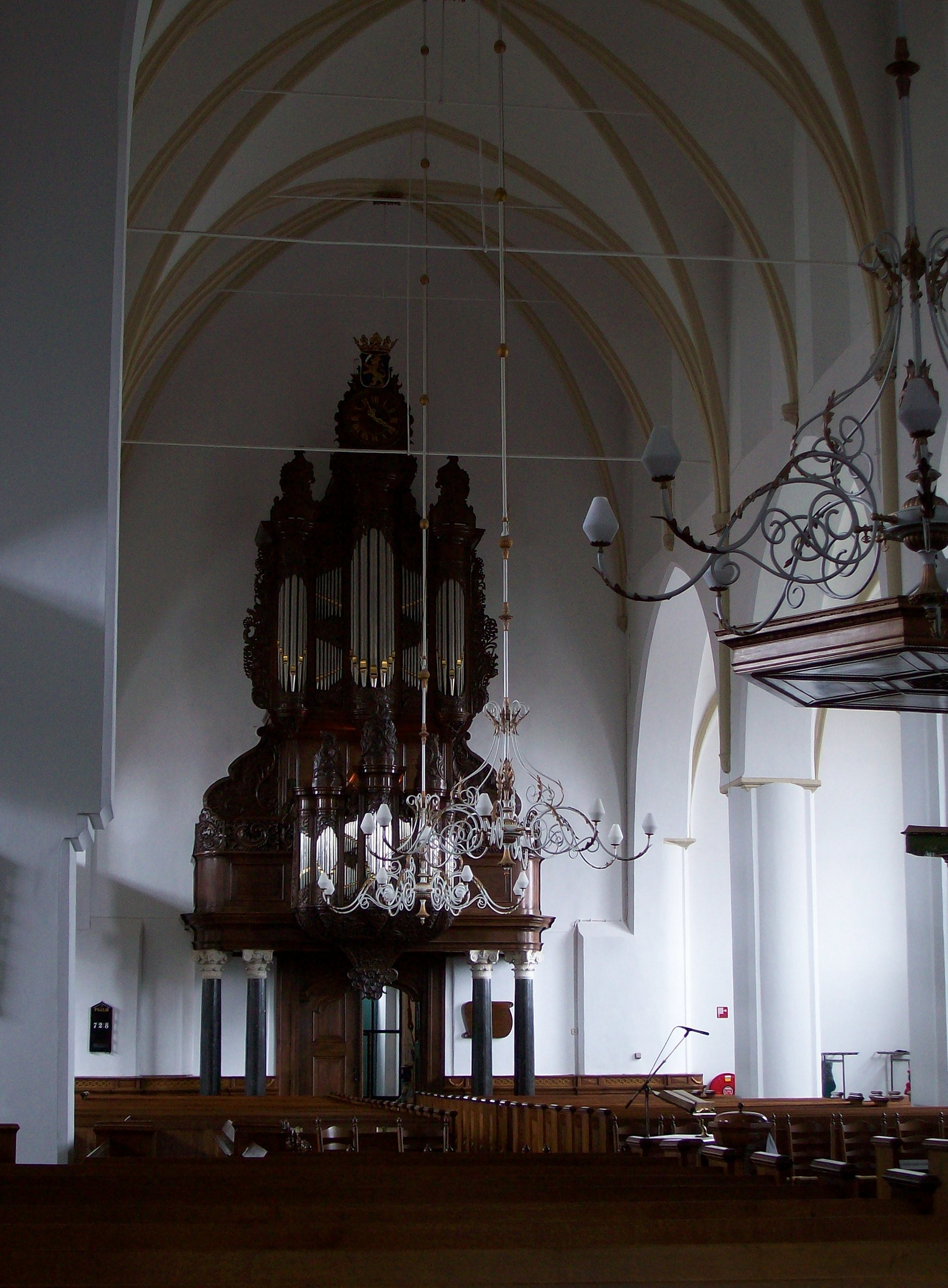
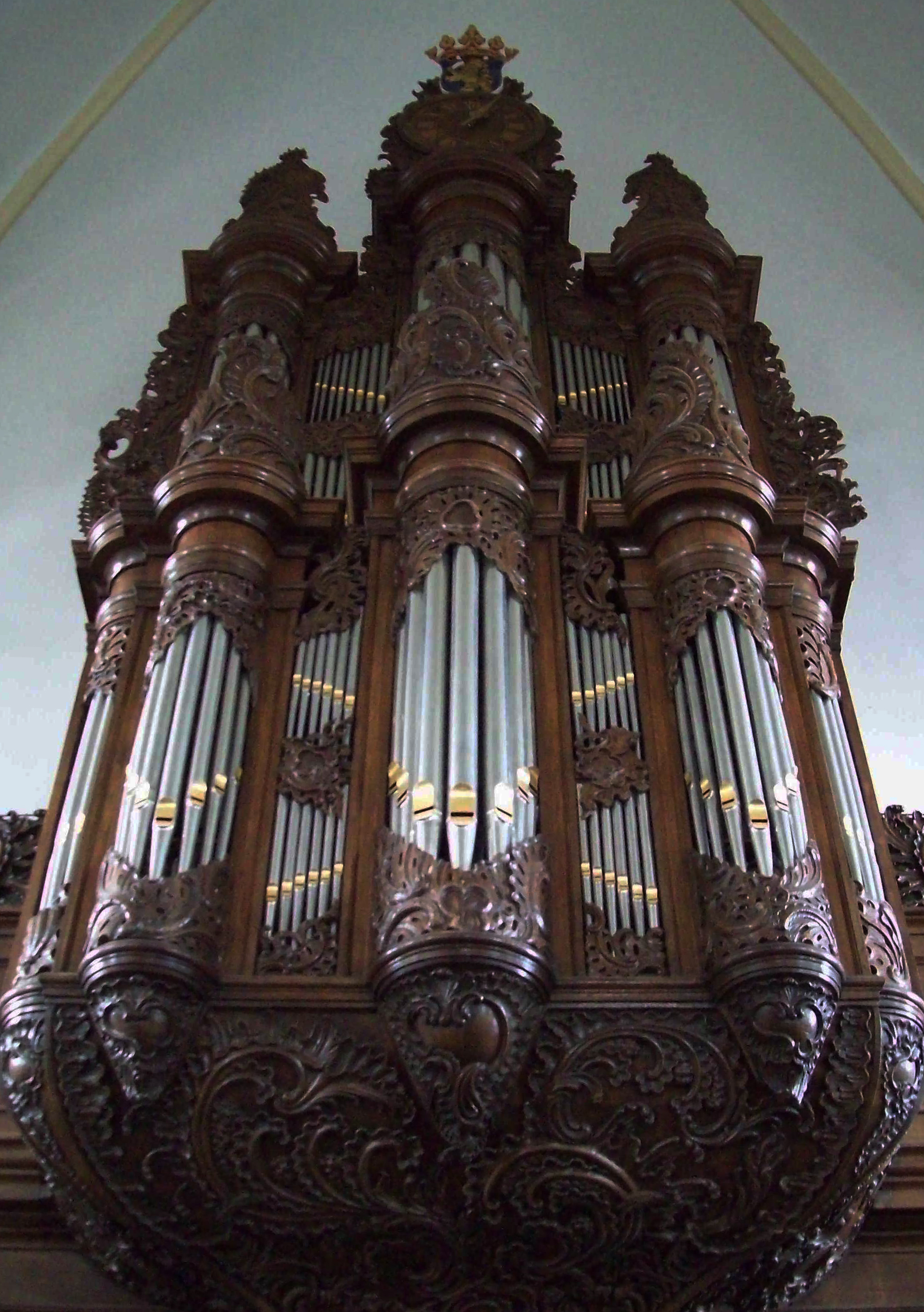